# Benedetto
Benedetto  è un nome proprio di persona italiano maschile.

## Varianti
- Maschili: Benito[2][4]
  - Alterati: Benedettino[3]
  - Ipocoristici: Bettino[2][5], Benetto[3], Benedino[3]
- Femminili: Benedetta[3]

### Varianti in altre lingue
- Albanese: Benedikti
- Basco: Beñat[6], Benedita[6]
- Basso-tedesco: Bendix
- Bretone: Benead
- Ceco: Benedikt[2][4]
- Catalano: Benet[6], Benedicte[6]
- Danese: Bendt[2][4], Bent[2][4]
- Esperanto: Benedikto
- Finlandese: Pentti[2][4]
- Francese: Benoît[2][4]
- Galiziano: Bieito[2][6], Bento[6]
- Hawaiiano: Peni[2]
- Inglese: Benedict[2][4], Benedick[4], Bennett[7]
  - Ipocoristici: Ben, Bennie, Benny[2]
- Islandese: Benedikt[2]
- Latino: Benedictus[2][6]
- Lettone: Bendiks[2]
- Ligure: Beneito[8]
  - Ipocoristici: Beneitin, Beddin
- Lituano: Benediktas[2]
  - Ipocoristici: Benas[2]
- Norvegese: Bendik[4]
- Olandese: Benedictus[2], Benedikt[4]
  - Ipocoristici: Ben[2]
- Polacco: Benedykt[2]
  - Ipocoristici: Benek
- Portoghese: Benedito[2]
  - Ipocoristici: Bento[2][4]
- Russo: Бенедикт (Benedikt)[2]
- Scozzese: Benneit[4]
- Slovacco: Benedikt
- Spagnolo: Benito[2][4][6], Benedicto[6]
- Svedese: Bengt[2][4]
- Tedesco: Benedikt[2][4]
  - Ipocoristici: Ben[2]
- Ungherese: Benedek[2][4]
  - Ipocoristici: Bence[2]
- Yiddish: בֶענֶעשׁ (Benesh)[2]

## Origine e diffusione
Deriva dal latino Benedictus che, tratto dal participio passato del verbo benedicere ("dire bene", "augurare"), significa letteralmente "benedetto [da Dio]", "ricco di benedizioni [divine]". È quindi un nome augurale dal valore religioso, affine dal punto di vista semantico ai nomi Eulogio, Baruch e Barak.
Il nome venne portato da san Benedetto, il monaco fondatore dell'ordine dei benedettini nel VI secolo; grazie alla sua fama, e poi al culto di svariati santi, il nome si sparse molto rapidamente negli ambienti cristiani; fa eccezione l'Inghilterra, dove si diffuse solo nel XII secolo e in principio nella forma Bennett (che rimase prevalente fino al XVIII secolo quando, con la Riforma protestante, venne abbandonata mentre i cattolici riprendevano la forma Benedict).
In Italia è diffuso ovunque, con una maggiore frequenza nel Lazio. Va notato che molti degli ipocoristici in altre lingue (specie Ben) sono condivisi con il nome Beniamino, e che l'ungherese Bence coincide con la forma locale del nome Vincenzo. 

## Onomastico

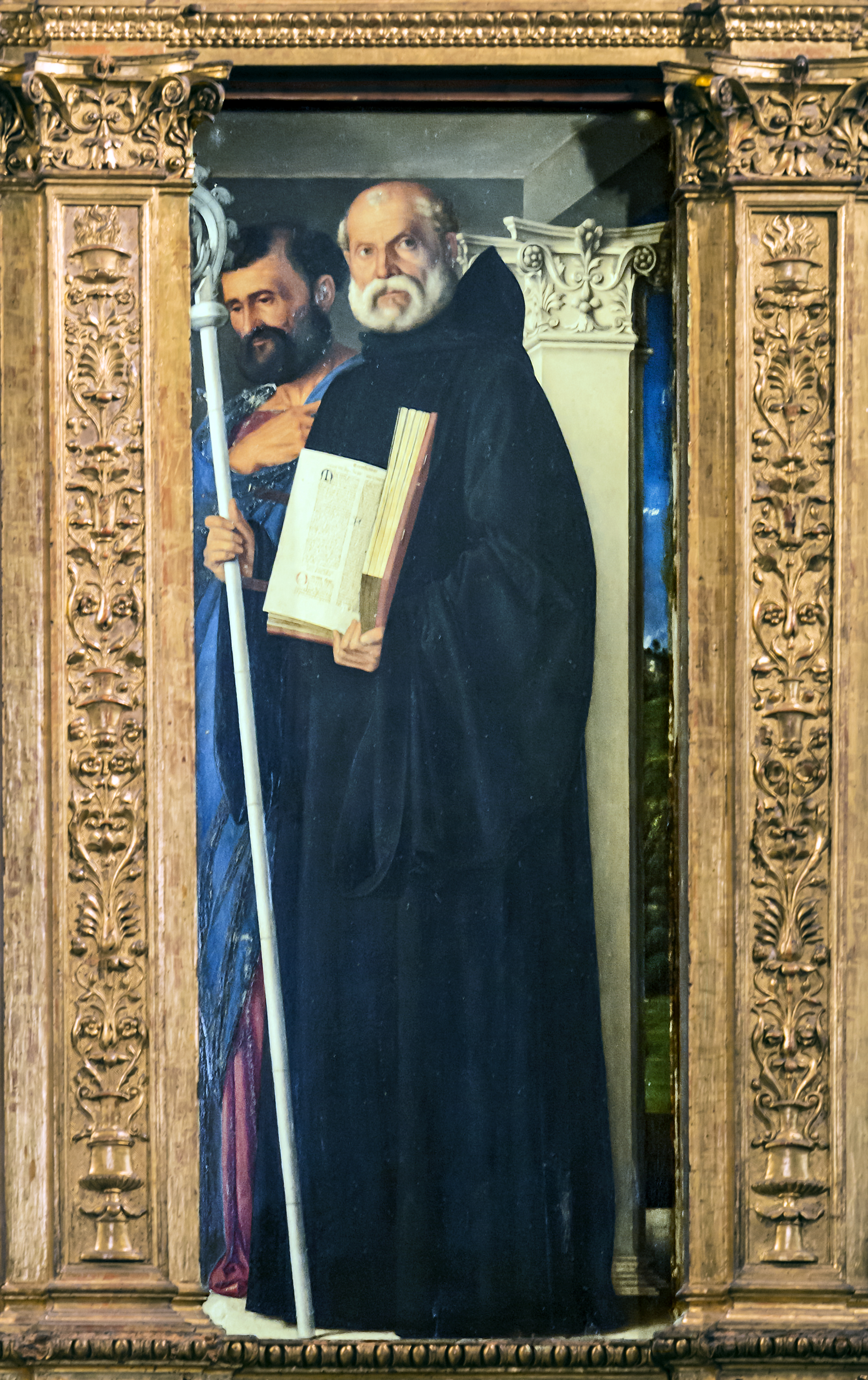
San Benedetto da Norcia in un trittico di Bellini esposto nella basilica di Santa Maria Gloriosa dei Frari

L'onomastico viene festeggiato l'11 luglio (tradizionalmente veniva ricordato il 21 marzo, primo giorno di primavera) in ricordo di san Benedetto da Norcia, fondatore dell'Ordine Benedettino e dell'Abbazia di Montecassino. Con questo nome si ricordano anche molti altri santi, fra cui, alle date seguenti:
- 12 gennaio, san Benedetto Biscop, abate e confessore[10][11]
- 20 gennaio, beato Benedetto Ricasoli, eremita vallombrosano[10][11]
- 12 febbraio, san Benedetto d'Aniane, monaco[10][11]
- 12 febbraio, beato Benedetto Revelli, monaco benedettino e vescovo di Albenga[10][11]
- 3 marzo (o 13 agosto), beato Benedetto Sinigardi, detto Fra' Benedetto da Arezzo[10][11]
- 11 marzo, san Benedetto I o Benedetto Crispo, vescovo di Milano[10][11]
- 23 marzo, san Benedetto, monaco ed eremita in Campania[10][11]
- 4 aprile, san Benedetto il Moro, frate francescano presso Palermo[10][11]
- 14 aprile, san Benedetto di Hermillon, iniziatore dei frati pontieri di Avignone[10]
- 16 aprile, san Benedetto Giuseppe Labre, confessore di Amettes[10][11]
- 24 aprile, san Benedetto Menni, sacerdote, fondatore delle suore ospedaliere del Sacro Cuore di Gesù[11]
- 30 aprile, beato Benedetto da Urbino, cappuccino[10]
- 8 maggio, san Benedetto II, papa[10]
- 7 luglio, beato Benedetto XI, papa[10][11]
- 13 ottobre, san Benedetto, martire a Cupra Marittima sotto Diocleziano[10][11]
- 23 ottobre, san Benedetto, vescovo di Sebaste e poi eremita presso Poitiers[10][11]
- 12 novembre, san Benedetto, martire con altri compagni a Gniezno, in Polonia[10][11]

## Persone
- Papa Benedetto XIII
- Papa Benedetto XV
- Papa Benedetto XVI

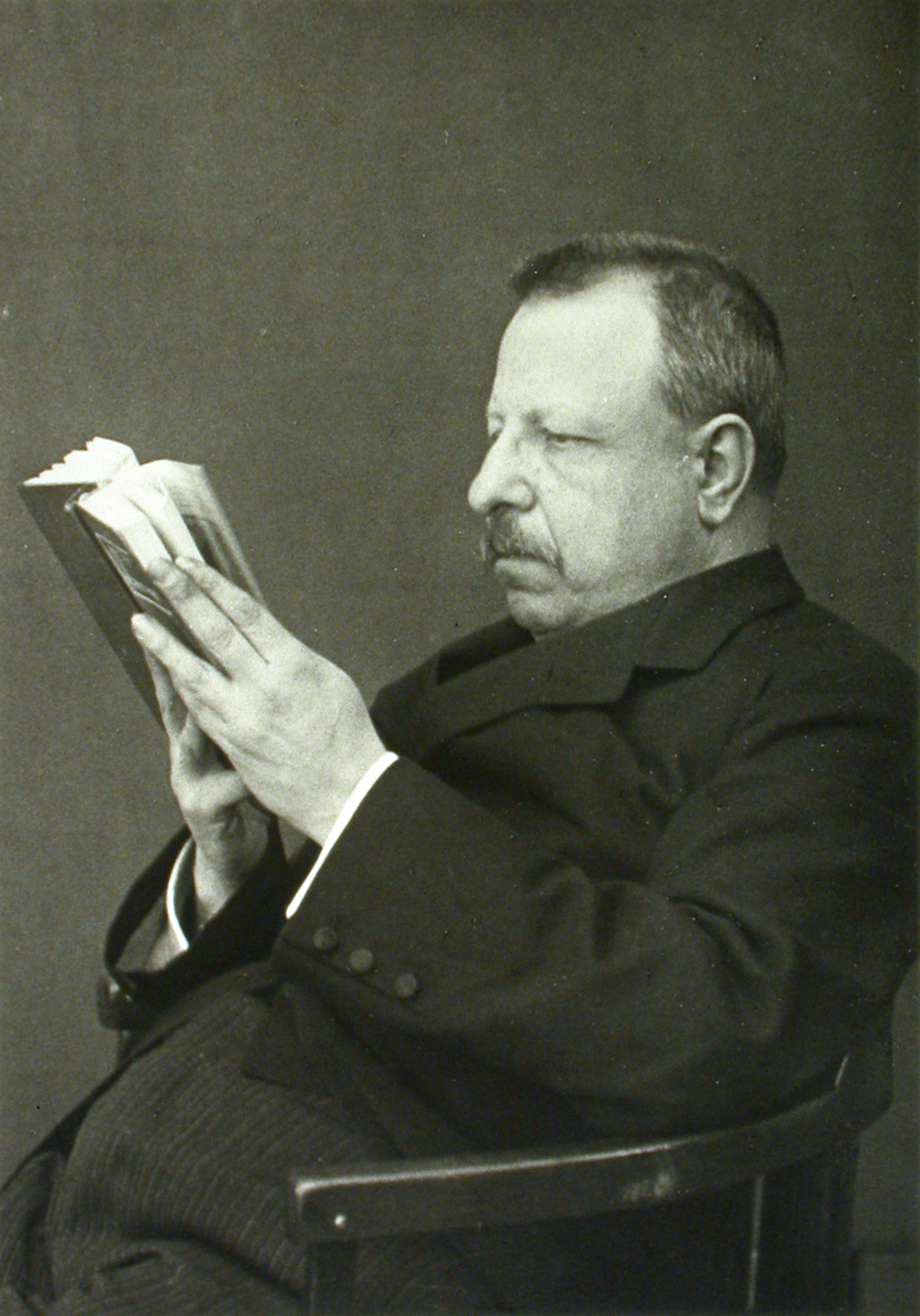
Benedetto Croce

- Benedetto Accolti il Giovane, cardinale italiano
- Benedetto Alfieri, architetto italiano
- Benedetto Antelami, scultore e architetto italiano
- Benedetto Cairoli, politico italiano
- Benedetto Croce, filosofo, storico, politico, critico letterario e scrittore italiano
- Benedetto Luschino, scrittore e religioso italiano
- Benedetto Marcello, compositore, poeta, scrittore, avvocato, magistrato e insegnante italiano
- Benedetto Pistrucci, medaglista ed incisore italiano
- Benedetto Varchi, umanista, scrittore e storico italiano

### Variante Benedict

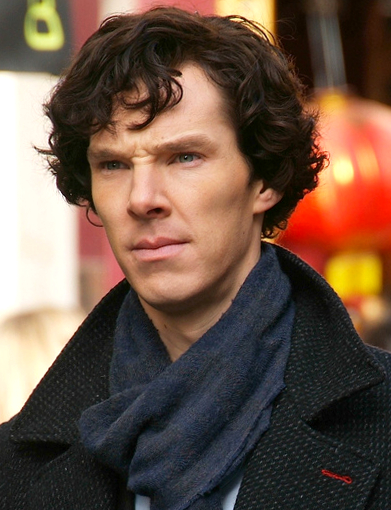
Benedict Cumberbatch

- Benedict Arnold, generale statunitense
- Benedict Cumberbatch, attore britannico
- Benedict Friedlaender, scrittore e sessuologo tedesco
- Benedict Lust, medico tedesco

### Variante Benedikt
- Benedikt Anton Aufschnaiter, compositore austriaco
- Benedikt Höwedes, calciatore tedesco
- Benedikt Posch, giornalista ed editore austriaco
- Benedikt Szabolcsi, musicologo ungherese
- Benedikt Wagner, schermidore tedesco

### Variante Benoît
- Benoît Cauet, calciatore francese
- Benoît Costil, calciatore francese

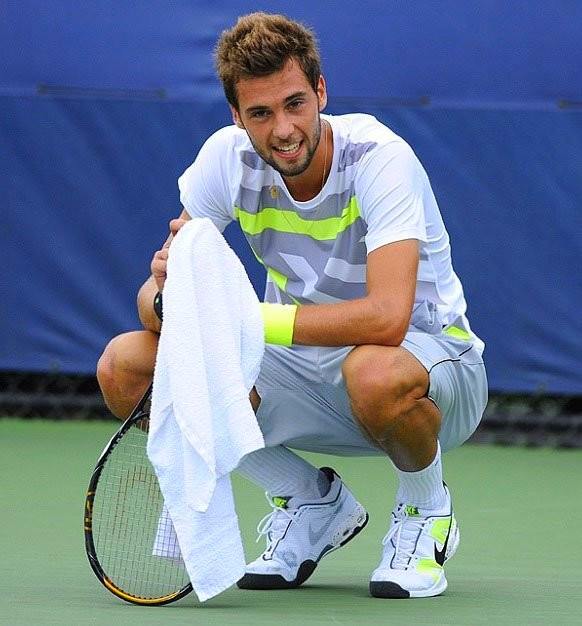
Benoît Paire

- Benoît de Sainte-Maure, poeta francese
- Benoît Lamy, regista belga
- Benoît Mandelbrot, matematico polacco naturalizzato francese
- Benoît Paire, tennista francese
- Benoît Pedretti, calciatore francese
- Benoît Peeters, fumettista, sceneggiatore, scrittore, critico letterario francese
- Benoît Sokal, fumettista belga
- Benoît Trémoulinas, calciatore francese

### Altre varianti
- Benedictus Appenzeller, cantore e compositore fiammingo
- Bettino Craxi, politico italiano
- Bento Gonçalves da Silva, militare, politico e rivoluzionario brasiliano
- Bengt Gustavsson, calciatore svedese
- Bento Manuel Ribeiro, militare brasiliano
- Benedictus Gotthelf Teubner, tipografo ed editore tedesco
- Bettino Ricasoli, politico italiano
- Bengt Georg Daniel Strömgren, astronomo danese

## Il nome nelle arti
- Benedetto Cigolella è un personaggio della commedia Le bugie con le gambe lunghe di Eduardo De Filippo.